# Tietgenkollegiet

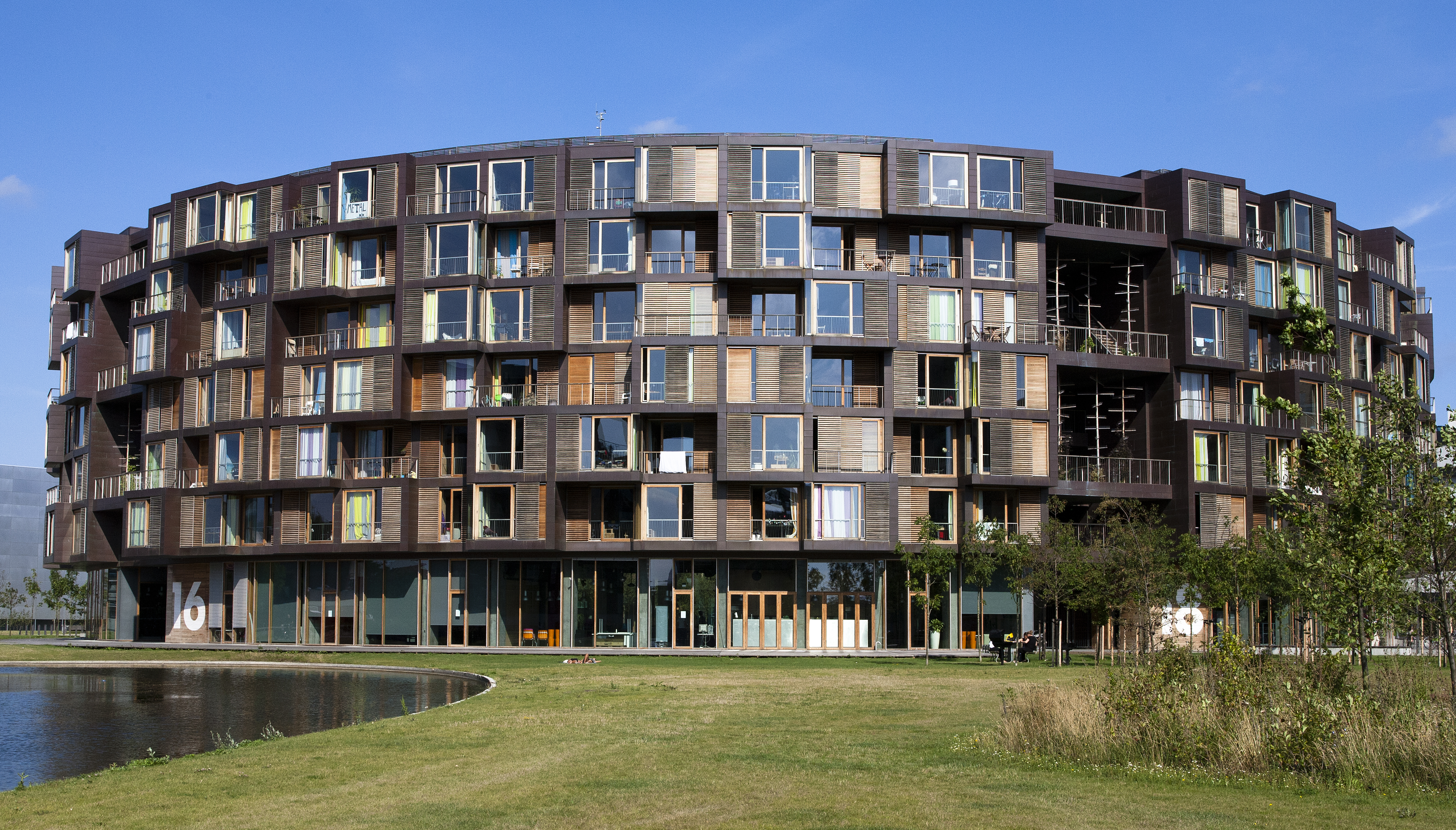
Tietgenkollegiet

Tietgenkollegiet is een studentenhuisvestingscomplex van de Universiteit van Kopenhagen. Het gebouw is vernoemd naar de industrieel en filantroop Carl Frederik Tietgen (1829-1901) en staat in de wijk Ørestad in de Deense hoofdstad Kopenhagen.
Het gebouw werd ontworpen door het architectenbureau Lundgaard & Tranberg en is geïnspireerd op de traditionele Chinese Hakka-architectuur waarbij grote familiewoningen binnen een ronde muur worden gebouwd. Ook dit complex is rond van vorm en gebouwd rond een binnenplaats. Het is zeven verdiepingen hoog en bevat 360 studentenkamers, ingedeeld in 30 units. De kamers kijken allemaal uit op de buitenwereld terwijl de gezamenlijke ruimten op de binnenplaats gericht zijn waardoor het gevoel van saamhorigheid versterkt wordt. Het ontwerp werd in 2007 bekroond met een RIBA European Award.